# 野生のなまはげ
『野生のなまはげ』（A Wild Namahage、やせいのなまはげ）は、2016年7月16日公開の日本映画。

## 概要
都会に迷い込んでしまった、年齢300歳の野生のなまはげと、11歳の少年との出会いを描いた、ファンタジーコメディー。
サラリーマンとして働きながら映画作家として短編映画を中心に制作してきた新井健市の長編デビュー作であり、坂上忍が指導するキッズアクターズスクールアヴァンセ所属の中島蓮が主演を務める。
2016年7月16日より、新宿K'sシネマをはじめ、全国で順次ロードショー上映が決まった。

## ストーリー
夏休み前のある日、守は公園で野生のなまはげに遭遇する。公園ではなまはげに追いかけられたりはするものの、なりゆきで一緒に暮らすことになり、次第に守にとって大切な存在となっていく。罠にかかり捕獲されてしまい輸送中に逃走して迷い込んだなまはげだったが、一緒に生活をするうちにメディアに取り上げられ、ニュースになってしまう。

ニュースになったことで悪徳ペットショップによってさらわれてしまったなまはげだったが、なまはげの専門家の協力によって救出に成功。

故郷・秋田県の山中に返す決意をした守だったが、再び悪徳ペットショップが現れる。

## キャスト
- 麻生守: 中島蓮
- 野生のなまはげ: ほりかわひろき
- 麻生みつ子: 長宗我部陽子 - 守の母
- 山田幸一: 今谷フトシ - 東北南東大学教授
- 佐藤サトシ: 網川凛 - 悪徳ペットショップの弟
- 佐藤マサシ: 金子宏貴 - 悪徳ペットショップの兄
- 藤原金造: 筧十蔵 - 金持ちのコレクター
- 金子: 真田幹也 - 守の父
- 金子の現彼女: アイハラミホ
- Mr.母武尊: ロバート・ザッカーマン
- 犬連れの中年男: 細井学
- アナウンサー: 大島わくり
- 酒を飲んでいるおっさん: 岡本裕輝
- みつ子の同僚: 辻野正樹
- 駅員: 村田啓治
- 立花卓: 市原叶晤
- 秋田美人: 六串しずか
- 主婦A: 島崎裕気
- 主婦B: 矢島康美

## スタッフ
- 監督・脚本 - 新井健市[1][5][6][7]
- エグゼクティブプロデューサー - 有馬浩司・江尻真奈美・渡辺正和[5][6][7]
- プロデューサー - 篠原雄介・鈴木慎太郎[5][6][7]
- 撮影・編集 - 篠原雄介[5][6][7]
- 特殊撮影 - 楊珂[5][6][7]
- 録音 - 奥山竜輝・内田達也[5][6][7]
- 小道具 - 佐藤美百華[5][6][7]
- 大道具 - 並木陽介[5][6][7]
- なまはげ造形 - 土肥良成[5][6][7]
- ヘアメイク - 須見有樹子[5][6][7]
- 音楽 - 松野恭平[5][6][7]
- 助監督 - 森克行[5][6][7]
- スチール - 大石ちひろ
- 宣伝美術 - 林裕也
- 制作 - 青木康至・石澤舞・吉田真由香[5][6][7]

## 上映
- 東京都・新宿K'sシネマ（2016年7月16日-7月22日）
- 神奈川県・横浜ニューテアトル（2016年7月30日-）
- 福岡県・中洲大洋映画劇場（2016年7月30日-）
- 大阪府・シアターセブン（2016年8月6日-）
- 静岡県・夢町座（2016年8月7日-）
- 秋田県・御成座（2016年8月11日-8月20日）
- 愛知県・名古屋シネマテーク（2016年8月27日-9月2日）
- 長野県・佐久アムシネマ（2016年9月24日-）
- 福島県・ポレポレいわき（2016年9月24日-）
- 神奈川県・小田原コロナシネマワールド（2016年10月2日-）
- 新潟県・シネ・ウインド（2016年12月24日-）